# جورج باکلند
جورج باکلند (انگلیسی: George Buckland; ۱۳ آوریل ۱۸۸۳ – ۲۸ ژانویهٔ ۱۹۳۷) بازیکن لاکراس اهل بریتانیا بود.